# District de Central Karoo
Le district municipal de Central Karoo (Central Karoo District Municipality en anglais) est un district municipal d'Afrique du Sud, situé dans la partie Ouest de la province du Cap-Occidental. Le nom Central Karoo provident du fait que la région se trouve au centre du désert du Karoo.
Le district est divisé en trois municipalités locales. Son chef-lieu est Beaufort West.

## Démographie
Selon le recensement de 2011, le district administre 71 011 personnes (76,15 % de coloureds, 12,74 % de noirs et 10,14 % de blancs), répartis au sein de trois municipalités locales. Les langues les plus communément parlées sont l’afrikaans (87,18 %), le Xhosa (7,76 %) et l’anglais (2,6 %).

## Municipalités locales du district

carte des municipalités locales du district.

| Municipalité locale | Siège         | Population (2011) | Superficie (km2) | Densité (hab./km2) |
| ------------------- | ------------- | ----------------- | ---------------- | ------------------ |
| Laingsburg          | Laingsburg    | 8 289             | 8,784            | 0,94               |
| Prince Albert       | Prince Albert | 13 136            | 8,153            | 1,61               |
| Beaufort West       | Beaufort West | 49 586            | 21,917           | 2,26               |
| Total               | Total         | 71 011            | 38,854           | 1,83               |

## Politique
À la suite des élections municipales sud-africaines de 2016, la coalition formée entre l'Alliance démocratique, le Karoo Gemeenskap Party (KGP), le Karoo Democratic Force (KDF) et le Karoo Ontwikkelings Party désigne Noel Constable (KDF) au poste de maire du district auquel succède Annelie Rabie (DA) en 2018. Depuis juillet 2020, la municipalité est gouvernée par une nouvelle coalition menée par l'ANC et le KGP.

### Liste des maires
- Noel Constable (KDF), 2016-2018
- Annelie Rabie (DA), 2018-2020
- Isak Windvogel (KGP), juillet 2020 - novembre 2021
- Johanna Botha (ANC), décembre 2021-avril 2022
- Gayton McKenzie (Alliance patriotique), à partir d'avril 2022